# Bartolomeo Berrettaro
Bartolomeo Berrettaro (aktiv ab 1499; † August/September 1524 in Alcamo) war ein auf Sizilien tätiger Marmorbildhauer der Renaissance aus Carrara.

## Leben
Noch vor 1499 kam Berrattaro aus Carrara nach Alcamo und gründete dort eine Werkstatt. In Palermo arbeitete er gelegentlich mit Antonello Gagini zusammen. Etwa um die gleiche Zeit kam der aus Carrara stammende Giuliano Mancino hinzu, mit dem er gemeinsam die Werkstatt betrieb. 1504 weisen ihn Dokumente in Alcamo als Besitzer von Grundstücken aus.
1517 lösten Mancino und Berrattaro ihre Werkstattgemeinschaft und arbeiteten fortan getrennt. Ab 1523 ist eine Zusammenarbeit mit seinem Bruder Antonio Berrettaro dokumentiert.
Berrettaro hinterließ auf Sizilien zahlreiche bildhauerische Arbeiten. Von seinem Sohn, dem Bildhauer Antonino Berrattaro sind keine Werke überliefert.

## Werk (Auswahl)
- Chiesa Maria Santissima Assunta (Alcamo): Marmorportal (1499)
- Chiesa di Sant’Agostino (Palermo): Bau des Seitenportals (mit Giuliano Mancino) Ende 15. Jahrhundert
- Chiesa di Santa Margherita (Sciacca): “Das Martyrium der Heilige Margarethe” (mit Giuliano Mancino) 1504–12
- Chiesa Madre Santa Maria Assunta (Polizzi Generosa): Madonna und Kind (1508), sowie ein Jesusknabe und zwei allegorische Figuren; Kind und Propheten” 1509–1512 (mit Giuliano Mancino). 1522 schuf er außerdem eine Custodia
- Chiesa di San Giorgio (Modica): Madonna della Neve (mit Giuliano Mancino) 1511
- Chiesa di San Silvestro Papa (Calatafimi Segesta): Madonna, Kind und Heilige (1512)
- Duomo St. Nicola (Termini Imerese): Vier Heiligenstatuen (Petrus, Paulus, Johannes der Täufer und Jakobus), und Reliefs aus Marmor mit Szenen aus dem Leben der Heiligen sowie eine „Thronende Madonna“, mit Giuliano Mancino
- Chiesa Matrice Vecchia (Castelbuono): „Santa Maria degli Angeli“ (1520)
- Cattedrale Santissimo Salvatore (Mazara del Vallo): Kirchentür mit Figuren mit Szenen aus dem Leben des Heiligen Aegidius” (1525)
- Chiesa di Santa Maria la Nova (Chiaramonte Gulfi): Madonna und Kind (mit Giuliano Mancino)
- Chiesa Madre SS. Trinita (Castronovo di Sicilia): Madonna della Candelora
- Chiesa Madre (Marsala): Marmorbogen mit Reliefs (gemeinsam mit dem Bruder Antonio und nach dem Tod von Antonello Gagini mit dessen Sohn Giandomenico (1515–1527))
- Chiesa Matrice (Petralia Sottana) Marmorstatuen (gemeinsam mit Antonello Gagini, 1527 von seinem Bruder Antonio und Francesco del Mastro fertiggestellt)
- Chiesa di San Giorgio (Pizzo (Kalabrien)): Relief mit Pietà und Lünette mit Gottvater (gemeinsam mit dem Bruder Antonio)
- Chiesa di Sant’Antonio da Padova (Salemi): Marmorstatue des Franz von Assisi (mit dem Bruder Antonio)